# 曹可凡
曹可凡（1963年7月27日—），上海文廣新聞傳媒集團電視節目主持人、同濟大學客座教授、上海慈善基金會形象大使。
曹可凡出生于上海的一个医学世家，自1987年相继在上海电视台及东方电视台主持《大学生节目》、《诗与画》、《快乐大转盘》等栏目及各类文艺晚会。1991年毕业于上海第二医科大学（今上海交大医学院），获硕士学位并留校任教。1995年正式调入东方电视台担任职业主持人，自1998年还担任《飞越太平洋》栏目制片人。所主持晚会受到观众和专家的好评。2006年主持《舞林大会》。同时他还是同济大学客座教授、上海慈善基金会形象大使、第十二届全国人大代表、中国十佳电视主持人“金话筒”奖获得者。工作之余喜好舞文弄墨，曾出版《可凡专送》、《大地星河》、《节目主持人语言艺术》和《画外话》等专著。

## 電影
- 《左右》 飾 醫生
- 《建國大業》 飾 上海市市長吳國楨
- 《金陵十三釵》飾 孟先生
- 《我和我的父辈》 饰 电视台主任

## 電視劇
- 2018年《誓言》 飾 老潘
- 2019年《老中醫》 飾 吴雪初
- 2020年《民初奇人传》(網絡劇) 飾 欒督辦
- 2020年《高大霞的火红年代》
- 2021年《光荣与梦想》飾 傅作义
- 2021年《勇敢的心2》飾 唐為人

## 獎項
- 1997年第三屆中國十佳電視主持人“金話筒”金獎
- 2004年第18屆全國電視文藝“星光獎”優秀主持人獎（同獲此獎者：朱軍）
- 2006年主持人盛典——走過25年：當選代表了內地主持人最高水平的25人之一
- 2007年華語主持群星會之最具創意實力主持獎（同獲此獎者：蔡康永）
- 2008年第二屆華鼎之夜中國年度綜藝節目最佳表現男主持人
- 2009年華語主持群星會之華語主持成就人物獎（同獲此獎者：楊瀾、白岩松、曹景行、鮑起靜和靳羽西）